# Luciano Antonetti
Luciano Antonetti (Roma, 1926 – Roma, 25 marzo 2012) è stato un giornalista italiano.

## Biografia
Luciano Antonetti nasce a Roma nel 1926 e trascorre molti anni della sua vita a Praga, prima come corrispondente dell'Unità poi come redattore di Radio Praga ed infine come responsabile della Nuova Rivista Internazionale. Divenuto un profondo conoscitore della lingua cecoslovacca, si dedica in seguito anche all'attività di interprete e traduttore.
Nel 1967, rientrato in Italia per ricongiungersi alla famiglia, svolge alcuni incarichi per il Partito Comunista Italiano, prima alla sezione emigrazione, poi alla Federazione italiana dei lavoratori emigrati e famiglie. Quando nel 1968 Alexander Dubček viene eletto segretario del Partito Comunista Cecoslovacco, imprimendo una rapida accelerazione al processo riformista, Antonetti si adopera per favorire anche in Italia la diffusione delle idee del movimento passato poi alla storia con il nome di Primavera di Praga. Nel 1968, quando la Cecoslovacchia è invasa dalle truppe del Patto di Varsavia, Antonetti condanna apertamente le decisioni di Mosca e continua anche negli anni seguenti a sostenere la causa cecoslovacca.
Alla metà degli anni ottanta con l’avvento al potere di Michail Gorbačëv e l’avvio di un processo riformatore a Mosca, Antonetti assume un ruolo centrale nei tentativi di Dubček di rivendicare la validità politica della sua azione riformista, diventando dapprima il suo interprete e traduttore, e conquistandone in seguito la fiducia e l’amicizia. Quando Dubček viene in Italia per ricevere la laurea ad honorem presso l’Università di Bologna, Antonetti è al suo fianco. 
Negli anni successivi si adopera per convincere Dubček ad assumere la guida dell’opposizione al regime, ritenendolo l’unico ad avere l’autorevolezza necessaria. Alle elezioni presidenziali la vittoria di Václav Havel rappresenta per lui una grave delusione.
L’ultima fase della sua vita è caratterizzata da una “battaglia di retroguardia” ed egli continua ad intrattenere rapporti con uomini politici ed esponenti della cultura cecoslovacca anche dopo la scissione del Paese.
Nel 2005 dona la sua vasta collezione di libri, riviste e documenti alla Biblioteca Centrale Roberto Ruffilli dell'Università di Bologna, Campus di Forlì, dove sono tuttora conservati.